# John Dee
John Dee (1527-1608 hay 1609) là một nhà toán học, nhà thiên văn học, nhà chiêm tinh, nhà huyền bí, nhà hàng hải, người theo chủ nghĩa đế quốc, và là cố vấn cho Nữ hoàng Elizabeth I. Ông dành phần lớn cuộc đời để nghiên cứu giả kim thuật, bói toán, và triết lý học.
Dee là người đứng giữa khoa học và phép thuật, mặc dù hai lĩnh vực này rất khác nhau. Là người có học hơn tất cả những người đàn ông khác cùng độ tuổi của mình, ông được mời tham gia vào bài thuyết trình nâng cao đại số tại Đại học Paris, trong khi chỉ mới hai mươi tuổi. Ông là một nhà toán học và được tôn trọng như một nhà thiên văn học, được đào tạo để khai phá nước Anh. Trong một trong số những vùng đất mà Dee đã tìm ra trong năm 1580 trong cuộc thám hiểm Bắc cực của người Anh, ông dường như đã đặt ra (hoặc ít nhất là đưa vào in) thuật ngữ "Đế quốc Anh".
Đồng thời với những nỗ lực này, Dee đắm mình trong thế giới của phép thuật, chiêm tinh học, và triết lý học. Ông dành nhiều thời gian và nỗ lực trong ba mươi năm như vậy về cuộc sống của mình để cố gắng giao tiếp với các thiên thần để học các ngôn ngữ phổ quát của sự sáng tạo và đem lại những khải huyền đoàn kết trước của nhân loại.
Là một học sinh của Renaissance Neo-Platonism của Marsilio Ficino, Dee đã không rút ra được sự khác biệt giữa nghiên cứu toán học và nghiên cứu ma thuật, triệu hồi thiên sứ và bói toán. Thay vào đó ông cho là tất cả các hoạt động của mình đều chiếm khía cạnh khác nhau của cùng một nhiệm vụ: tìm kiếm sự hiểu biết siêu việt của Thiên Chúa nằm dưới thế giới hữu hình, mà Dee gọi là "sự thật thuần khiết".
Địa vị cao quý của Dee cũng cho phép ông đóng một vai trò trong nền chính trị thời Elizabeth. Ông phục vụ như là một cố vấn thường trực và là gia sư cho Nữ hoàng Elizabeth I và nuôi dưỡng mối quan hệ với các bộ trưởng của mình như Francis Walsingham và William Cecil.Dee cũng dạy và được hưởng bảo trợ các mối quan hệ với ngài Philip Sidney, chú của ông Robert Dudley, Bá tước Leicester I, và Edward Dyer. Ông cũng được hưởng sự bảo trợ từ ngài Christopher Hatton.
Trong đời, ông đã lập nên thư viện lớn nhất ở Anh và một trong những thư viện lớn nhất ở châu Âu..
Ông còn xuất hiện trong bộ tiểu thuyết "Bí mật của Nicholas Flamel bất tử" của nhà văn Michael Scott.